# Lepidiota nonfriedi
Lepidiota nonfriedi är en skalbaggsart som beskrevs av Brenske 1892. Lepidiota nonfriedi ingår i släktet Lepidiota och familjen Melolonthidae. Inga underarter finns listade i Catalogue of Life.